# Bembidion graciliforme
Bembidion graciliforme es una especie de escarabajo del género Bembidion, familia Carabidae. Fue descrita científicamente por Hayward en 1897.
Habita en Canadá y los Estados Unidos.